# Вайсер Володимир Зельманович
Володи́мир Зе́льманович Ва́йсер (17 липня 1921, Проскурів — 20 грудня 1943) — радянський офіцер, Герой Радянського Союзу, в роки Другої світової війни командир танку 2-го танкового батальйону 111-ї Новоград-Волинської танкової бригади 25-го танкового корпусу 60-ї армії 1-го Українського фронту, молодший лейтенант.

## Біографія
Народився 17 липня 1921 року в Проскурові (нині Хмельницький) Хмельницької області. Єврей. Член ВЛКСМ з 1937 року. У 1939 році закінчив середню школу.
У 1940 році призваний до лав Червоної Армії. У боях Другої світової війни з червня 1941 року. Закінчив танкові курси у м. Ульянівську. Воював на Південно-Західному, Донському і 1-му Українському фронті фронтах. За особливу військову майстерність і мужність, виявлену в боях на 1-му Українському фронті, В. З. Вайсеру присвоїли звання молодшого лейтенанта і призначили командиром танка Т-34.

У грудні 1943 року бригада, в якій служив Володимир Вайсер, обороняла станцію Чоповичі на Житомирщині від контрнаступу німецької армії, яка прагнула знову прорватися до Києва. 20 грудня танковий екіпаж В. Вайсера, утримуючи важливу стратегічну позицію, вступив у нерівний бій, в якому одразу знищив три танки та два бронетранспортери ворога. Але під шквальним вогнем противника машина В. Вайсера запалала. За наказом молодшого лейтенанта поранені члени екіпажу покинули танк і загасили вогонь, а сам командир залишився у машині та продовжував бій, знищивши ще два бронетранспортери. Сильний вогонь ворожих самоходок черговий раз вразив танк і знову підпалив його, важко поранило стрільця башти, гвардії молодший лейтенант Вайсер був вбитий і згорів разом з танком. 

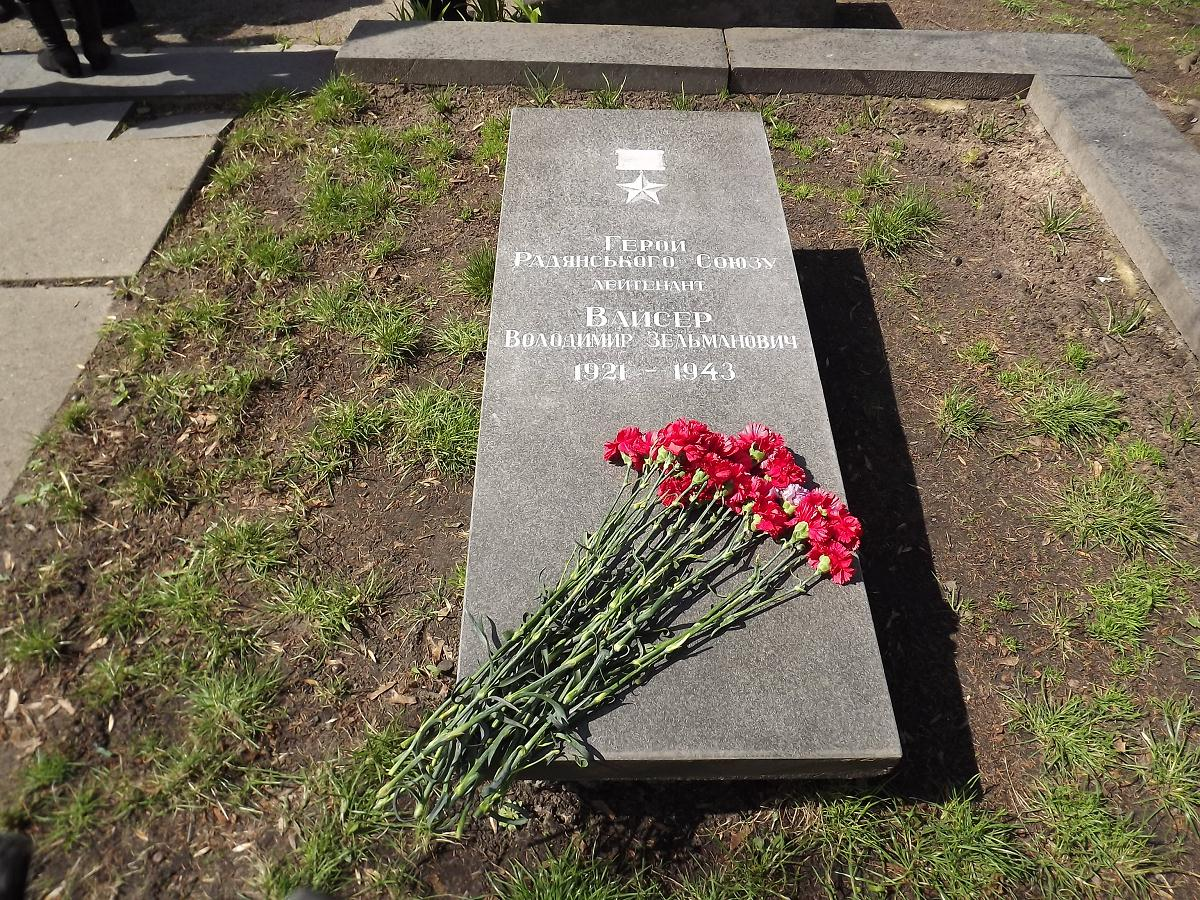
надгробна плита

Останки танкіста поховали на станції Чоповичі у братській могилі в числі 90 військових, що загинули в бою за визволення станції Чоповичі.

## Нагороди
- Знак «Гвардія»
- Указом Президії Верховної Ради СРСР від 25 серпня 1944 року за безприкладну мужність і героїзм молодшому лейтенанту Володимиру Зельмановичу Вайсеру посмертно присвоєне звання Героя Радянського Союзу та орден Леніна.
- Орден Вітчизняної війни 1-го ступеня (посмертно)

## Вшанування пам'яті
Його іменем названо одну з вулиць Хмельницького. Також вулиця Вайсера є у місті Малин.